# Атомный магнитометр, свободный от спин-обменного уширения
SERF-магнитометр (Магнитометр свободный от спин-обменного уширения) был создан в 2002 г. в Принстонском университете, США. Магнитометр измеряет исключительно малые, не превышающие 0.2 мГс, магнитные поля, чувствительность магнитометра равна (10−15 Тл Гц−½). В магнитометре используются атомы калия, имеющие плотность 1014см−3, помещенныe в стеклянную ячейку (колба объёмом 0.3 см³), наполненную гелием 4Не под давлением в несколько атм и 30 торр азота N2. Чувствительность SERF-магнитометра сравнима с чувствительностью СКВИД-магнитометра. Устройство представляет собой оптический прибор, в котором детектируется изменение поглощения лазерного излучения при прохождении через атомный пар.

## Спин-обменное взаимодействие
Недостатком Mz оптических магнитометров с оптической накачкой является большое влияние
спин-обменной релаксации на чувствительность прибора. Спин-обменный процесс вследствие столкновения атомов приводит к уширению магнитного резонанса.
Разрешить эту проблему удалось В. Хапперу
Атомы, движущиеся в ячейке со средней скоростью ~ 104см сек−1 могут при встречном ударе поменять ориентацию спинов или сохранить её. Первая возможность произойдет тогда, когда спины у сталкивающихся атомов имеют противоположную ориентацию Рис.4. Действительно, в этом случае приблизившиеся атомы на короткое время (10−12 сек) создают двуатомную молекулу, находящуюся в синглетном состоянии (↑↓), обмениваются спинами и вследствие обладания кинетической энергией снова «разбегаются». Если спины обоих атомов ориентированы одинаково, происходит упругий удар, но без обмена спинами (у молекулы триплетный потенциал, Рис.2).
Простейшая формула, описывающая спин-обменный процесс при столкновении атомов A и B выглядит так: A(↑) + B(↓) → A(↓) + B(↑),
|  |  |

### Влияние спин-обменного взаимодействия на характеристики магнитометра
В. Хаппер показал, что при столкновении атомов с друг с другом, вследствие упругого, резонансного обмена импульсами (спинами) «сбивается» фаза прецессии атомов, что приводит к разрушению волновой функции атомов, то есть столкновение атомов, несмотря на сохранение импульса, носит разрушающий характер. Такое поведение приводит к уширению магнитного резонанса (см. приложенную картинку, Рис.4). Этот эффект особенно заметен при больших плотностях атомов, когда столкновения происходят часто. Заметим, что чем больше плотность атомов, тем выше чувствительность магнитометра, ограниченная проекционным шумом (см.). Для того, чтобы избежать спин-обменной релаксации, атомы щелочного металла помещают среди молекул буферного газа (гелий, давление ~атм). При повышении плотности газа (температуры, Рис. 3)) увеличивается число столкновений. При плотностях >10−14см−3 вероятным становится второе столкновение, в результате чего спин атома возвращается в первоначальное состояние (Рис. 5).

Рис.3 Ширина магнитного резонанса в зависимости от магнитного поля. Кривые приведены для разных температур калиевого пара 160, 180 и 200 °C. При более высокой температуре наблюдается большая скорость релаксации. Используется сферическая 2 см ячейка при 3 атм небуферного газа, 60 Торр N_{2} используется для уменьшения спонтанного излучения с возбуждающих уровней. Режим SERF эффективно работает при маленьких магнитных полях, когда время прецессии намного больше полного времени спин-обменного столкновения.

Скорость спин-обменной релаксации {\displaystyle R_{se}} слабо поляризованных атомов можно представить как:
{\displaystyle R_{se}={\frac {1}{2\pi T_{se}}}\left({\frac {2I(2I-1)}{3(2I+1)^{2}}}\right)}
где {\displaystyle T_{se}} — время между двумя столкновениями, приводящее к обмену спинами, {\displaystyle I} — спин ядра, {\displaystyle \nu } — частота магнитного резонанса, {\displaystyle \gamma _{e}} — гиромагнитное отношение электрона.
В пределе, когда частота столкновений намного быстрее частоты прецессии спин-обменное взаимодействие не регистрируется, происходит сужение линии магнитного резонанса.:
{\displaystyle R_{se}={\frac {\gamma _{e}^{2}B^{2}T_{se}}{2\pi }}{\frac {1}{2}}\left(1-{\frac {(2I+1)^{2}}{Q^{2}}}\right)}
где {\displaystyle Q} — константа замедления, учитывающая насколько спин электрона при столкновении возмущает спин ядра:
|  |  |

### Предел чувствительности
Предельная чувствительность SERF-магнитометра ограничивается спин-разрушающими столкновениями, у которого сечение на три порядка меньше спин-обменного процесса.

### Другие применения спин-обменного взаимодействия
Непосредственно само спин-обменное взаимодействие может быть использовано в медицине в установках ядерно-магнитной томографии. Лазерным излучением вначале поляризуются атомы рубидия, которые передают через спин-обменные столкновения поляризацию молекулам гелия 3He или ксенона 129Xe. Затем поляризованный гелиевый газ вдыхается человеком и после этого делается томография легких.